# 문간공 김세필 묘역 일원
문간공 김세필 묘역 일원(文簡公 金世弼 墓域 一圓)은 대한민국 경기도 용인시 수지구 죽전동에 있는 조선시대의 묘역이다. 1999년 4월 2일 경기도의 문화재자료 제92호로 지정되었다.

## 개요
조선 중기의 문신이자 학자인 십청헌(十淸軒) 김세필(1473∼1533)과 그 자손들의 묘이다.
연산군 1년(1495) 문과 사마시에 급제하여 여러 관직을 지내다가 사헌부 지평에 올랐으나, 연산군 10년(1504) 갑자사화(甲子士禍)에 연루되어 거제도에 유배되었다. 1506년 중종반정으로 풀려난 뒤 이조참판을 지냈으며 중종 15년(1520) 중국 명나라에 다녀왔다. 그해 겨울 기묘사화(己卯士禍)가 일어나 중종이 조광조에게 사약을 내렸는데 이를 부당하다고 규탄하다가 경기도 유춘역으로 귀양갔다. 중종 17년(1522)에 귀양에서 풀려났지만 벼슬에 나아가지 않고 고향에 내려가 공자당(工字堂)을 짓고 제자를 가르치며 생을 마쳤다. 이에 조정에서는 그 공로를 인정하여 이조판서의 벼슬을 내렸으며 팔봉서원에서 제사를 드리고 있다.
김세필 묘역 일원은 1400년부터 조선 후기 사이에 만들어진 묘역에 김세필의 어머니 진천 송씨의 묘가 가장 위쪽에 있고 조선 중종 1534년에 조성되었다. 처음 석물은 묘표와 망주석 1쌍이 있었다. 그 아래에 김세필과 김세필의 정부인 고성 이씨가 합장된 묘가 있다. 이 아래에는 김세필의 둘째아들 김구의 묘를 기점으로 그의 자손들 묘가 조성된 김훈(金薰)과 3남이자 을사사화(乙巳士禍)에 피해를 입었던 김저(金儲, 1512~1547) 묘역들이 중간에 자리하며, 산 경사면을 따라 일정한 거리를 유지하고 있다. 묘역 하단에 있는 신도비는 1858년 직계 김도희(金道喜)가 편액한 것으로 비문은 우암 송시열(宋時烈)이 지었다.

## 같이 보기
- 김세필

## 참고 문헌
- 문간공김세필묘역일원 - 국가유산청 국가유산포털